# Гибеон (метеорит)
Метеорит Гибеон (англ. Gibeon) — железный метеорит, найденный в 1836 году на юге Африки (в районе города Гибеон, в честь которого и назван, на территории современной Намибии).

## История
Обнаружен в 1836 году, упал на Землю около 500 000 лет назад. Время падения метеорита неизвестно. Возраст около 4,6 млрд лет. Впервые был обнаружен племенем нама, которое использовало отдельные куски для изготовления оружия и орудий труда. Найдено 26 тонн обломков.
В 1929 году этот метеорит изучил британский минералог Леонард Спенсер.
В 2015 году компания Cabot Guns объявила о намерении выпустить серию «внеземного оружия» — пистолетов Colt 1911, сделанных из метеорита Gibeon.

## Состав
Химический состав:

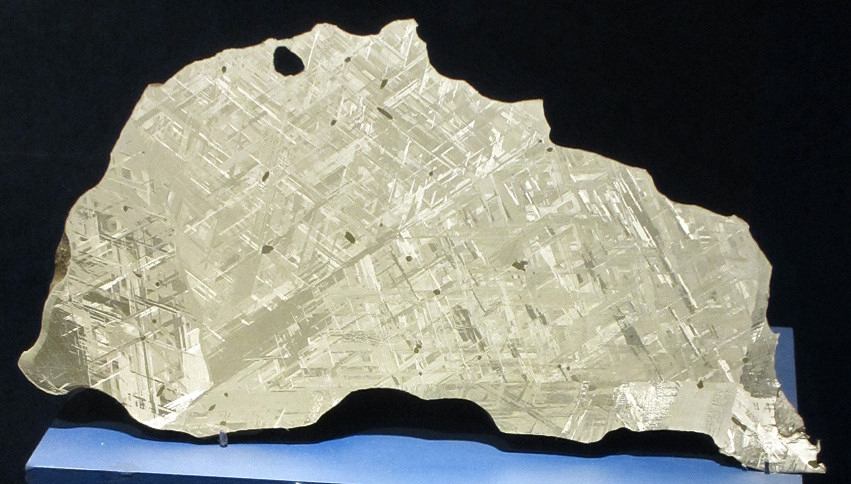
Срез метеорита

91,8 % железо, 7,7 % никель, 0,5 % кобальт, 0,04 % фосфор, следы галлия, германия, иридия.

## В России
В Метеоритной коллекции РАН хранятся обломки общим весом 1,5 тонны.